# Frank Schröder (Snookerspieler)
Frank Schröder (* 28. April 1963 in Frankenthal/Pfalz) ist ein deutscher Snookerspieler, der mehrmals deutscher Meister der Senioren wurde. 

## Leben
Schröder ist studierter Psychologe und Sport-Psychologe. Seinen Lebensmittelpunkt hat er in Schwetzingen.
Seit 2007 spielt Schröder für den SC 147 Karlsruhe, zunächst in der 2. Snooker-Bundesliga. Nach dem Abstieg des Clubs im Jahr 2011 spielte er ein Jahr lang in der Oberliga, in der Saison 2014/2015 in der 1. Snooker-Bundesliga. Schröder gewann in den Jahren 2005, 2006, 2007, 2011, 2016 und 2019 die deutsche Meisterschaft der Seniorenklasse. Bei der Weltmeisterschaft der Senioren erreichte er 2005, 2006, 2008, 2009 jeweils den 17. Platz. 2006 wurde er Neunter bei der Europameisterschaft der Senioren. Sein höchstes Break beträgt 101.
Schröder arbeitet als Snooker-Landestrainer für Baden-Württemberg und ist Mitautor der Snooker-Trainingsanleitung PAT-Snooker (zwei Bände) seines Trainerkollegen Thomas Hein. Zudem engagiert er sich im Vorstand des Snooker-Clubs Heidelberg.

## Mitautorenschaft
- Thomas Hein, Mitautor Frank Schröder: Snooker. PAT-Snooker. Training mit System. Band 1. Litho-Verlag, Wolfhagen 2008, ISBN 978-3-9811713-3-4.
- Thomas Hein, Mitautor Frank Schröder: Snooker. PAT-Snooker für fortgeschrittene Spieler. Band 2. Litho-Verlag, Wolfhagen 2008, ISBN 978-3-9811713-4-1.